# Patrick Brompton
Patrick Brompton is een civil parish in het Engelse graafschap North Yorkshire.